# Jacksonville (Vermont)
Jacksonville – wieś w Stanach Zjednoczonych, w stanie Vermont, w hrabstwie Windham.